# Адамівська волость (Чигиринський повіт)
Адамівська волость — адміністративно-територіальна одиниця Чигиринського повіту Київської губернії з центром у селі Адамівка.
Станом на 1886 рік складалася з 3 поселень, 3 сільських громад. Населення — 4866 осіб (2355 чоловічої статі та 2511 — жіночої), 628 дворових господарства.
Наприкінці 1880-х років волость було ліквідовано, села Адамівка та Тюньки увійшли до Рацівської волості, село Розсошинці - до Трушівської волості.
|                     | Площа, десятин | У тому числі орної, десятин |
| ------------------- | -------------- | --------------------------- |
| Сільських громад    | 7237           | 2731                        |
| Приватної власності | 47             | 2                           |
| Іншої власності     | 71             | 54                          |
| Загалом             | 7355           | 2787                        |

Поселення волості:
- Адамівка — колишнє державне село за 10 верст від повітового міста, 2569 осіб, 332 двори, православна церква, школа, постоялий будинок, лавка.
- Розсошинці — колишнє державне село при річці Тясмин, 996 осіб, 149 дворів.
- Тюньки — колишнє державне село, 1274 особи, 147 дворів, православна церква, школа, постоялий будинок.